# Yuka Kato
Yuka Kato (em japonês:  加藤ゆか Katō Yuka; Toyokawa, 30 de outubro de 1986) é uma nadadora japonesa que conquistou uma medalha de bronze nos Jogos Olímpicos de Londres de 2012 na prova do revezamento 4x100 metros medley.